# Apolinary Żebrowski
Apolinary Żebrowski (ur. 20 grudnia 1892 w Barbarowie, zm. 7 marca 1973) – inżynier, konstruktor uzbrojenia lotniczego, podpułkownik uzbrojenia Wojska Polskiego.

## Życiorys
Syn Antoniego i Leokadii ze Szpiganowiczów, urodził się w Barbarowie n. Prypecią, w powiecie mozyrskim. W 1911 roku ukończył gimnazjum w Homlu, w 1915 roku Konstantynowską Szkołę Artylerii w Petersburgu. Od grudnia 1914 do grudnia 1917 roku w wojsku rosyjskim, a od stycznia 1919 roku w Wojsku Polskim. W czasie wojny z bolszewikami walczył jako dowódca plutonu w 8 baterii 3 pułku artylerii polowej Legionów. 1 czerwca 1921 roku, w stopniu porucznika, nadal pełnił służbę w 3 pułku artylerii polowej Legionów. 3 maja 1922 roku został zweryfikowany w stopniu kapitana ze starszeństwem z dniem 1 czerwca 1919 roku i 455. lokatą w korpusie oficerów artylerii, a jego oddziałem macierzystym był wciąż 3 pap Leg.
W latach 1923–1924 był odkomenderowany na Politechnikę Warszawską, pozostając oficerem 3 pap Leg. w Zamościu. Po ukończeniu w 1926 roku studiów na wydziale mechanicznym pełnił służbę w Instytucie Badań Materiałów Uzbrojenia w Warszawie. Przeniesiony z korpusu oficerów artylerii do korpusu oficerów uzbrojenia. 18 lutego 1928 roku awansował na majora ze starszeństwem z dniem 1 stycznia 1928 roku i 14. lokatą w korpusie oficerów uzbrojenia. We wrześniu 1933 roku został przeniesiony do Centrali Odbiorczej Materiałów Uzbrojenia Kierownictwa Zaopatrzenia Uzbrojenia w Warszawie na stanowisko głównego rzeczoznawcy. 1 października 1934 roku został przydzielony do Departamentu Uzbrojenia Ministerstwa Spraw Wojskowych na stanowisko pełniącego obowiązki zastępcy szefa departamentu. 27 czerwca 1935 roku został mianowany podpułkownikiem ze starszeństwem z dniem 1 stycznia 1935 roku i 3. lokatą w korpusie oficerów uzbrojenia. Jesienią 1936 roku został wyznaczony na stanowisko I zastępcy szefa Departamentu Uzbrojenia MSWojsk. i pozostał na tym stanowisku do września 1939 roku. Od 1931 roku obowiązki służbowe łączył z pracą dydaktyczną na Politechnice Warszawskiej, w której prowadził wykłady i kierował Katedrą Konstrukcji Amunicji Wydziału Mechanicznego. 18 września 1939 roku w Śniatynie przekroczył granicę z Rumunią.
26 września 1946 roku został pozbawiony obywatelstwa polskiego razem z 75 oficerami, którzy wstąpili do Polskiego Korpusu Przysposobienia i Rozmieszczenia.
Po II wojnie światowej pozostał na emigracji, mieszkał w Argentynie i pracował w tamtejszym przemyśle zbrojeniowym
Pułkownik Żebrowski był konstruktorem bomby lotniczej wz. 31 i bomby ślepej wz. 31.
Apolinary Żebrowski od 1921 roku był żonaty z Aliną Wirpsz, miał dwoje dzieci. Jego szwagrem był pułkownik Henryk Picheta.

## Ordery i odznaczenia
- Krzyż Srebrny Orderu Wojskowego Virtuti Militari (17 maja 1921)[20][21]
- Krzyż Kawalerski Orderu Odrodzenia Polski (10 listopada 1938)[22]
- Złoty Krzyż Zasługi (19 marca 1931)[23][24]
- Medal Pamiątkowy za Wojnę 1918–1921[8]
- Medal Dziesięciolecia Odzyskanej Niepodległości[8]
- Medal 10 Rocznicy Wojny Niepodległościowej (Łotwa)[8]